# Onisocryptus ovalis
Onisocryptus ovalis là một loài chân đều trong họ Cyproniscidae. Loài này được Shiino miêu tả khoa học năm 1942.